# Knislinge flygbas

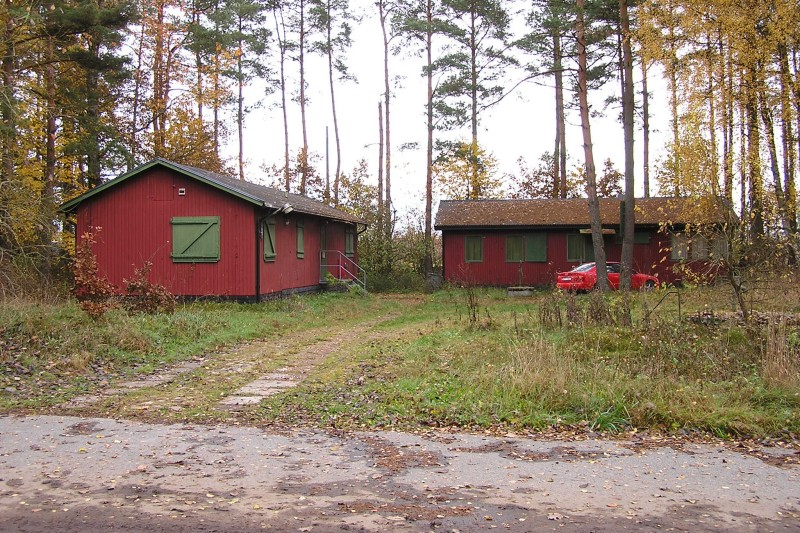
Bastroppens byggnader hösten 2009.

Knislinge flygbas (IATA: -, ICAO: ESFI) är en före detta militär flygbas, utanför Knislinge i nordöstra Skåne. Flygbasen har efter nerläggningen också gått under benämningen Bivaröds flygfält.

## Allmänt
Basen bestod av ett flygfält och ett antal omkringliggande anläggningar. Från början planerades basen att anläggas i trakten av Osby, men kom senare att placeras några mil söderut, mellan Knislinge och Hjärsås i nuvarande Östra Göinge kommun. Basen började byggas 1962, på mark som Flygvapnet inlöst från greve Gustaf Wachtmeister på godset Vanås, och stod färdig 1965. Den var byggd enligt det så kallade Bas 60-systemet, med ett centralt flygfält och ett antal andra anläggningar i trakterna däromkring. Själva landningsbanan har måtten 2000 x 25 meter. Basen var planerad att byggas ut till Bas 90, men det genomfördes aldrig i och med kalla krigets slut. Flygbasen tillhörde F 10 i Ängelholm.
Knislingebasen var främst en bas för jaktflyg: I båda ändar av landningsbanan fanns främre klargöringsområden, "Framom", med ett antal platser för tankning och laddning av jaktflygplan. I den norra banänden fanns dessutom 4 så kallade Törebodabågar, skärmtakskonstruktioner där flygplanen med personal kunde stå skyddade för regn.
Flygbasen sköttes till vardags av några fast anställda officerare och ett antal värnpliktiga, den så kallade "bastroppen".

### Yttre anläggningar
Utanför själva flygfältsområdet, längs vägen mellan Hjärsås och Sibbhult, fanns "Uom" - ett område för reparation och underhåll, med ett flertal uppställningsplatser och fälthangarer för flygplanen.

## Avvecklingen
Basen avvecklades för militärt bruk 1994 och utgick ur krigsorganisationen omkring år 2000. I samband med detta demonterades en del utrustning kring flygfältet, till exempel värnkanonerna. År 2003 utbjöds flygfältsområdet till försäljning, och såldes 2004  till privata ägare. Efter orkanen Gudrun i januari 2005 användes landningsbanan som upplagsplats för massaved. I samband med avvecklingen revs asfalten bort från flertalet av flygplansplatserna i före detta Uom, dessa är numera bevuxna med ris och sly. Hangarerna, drivmedelsanläggningen och den barack som också fanns där är även de rivna och bortfraktade.

### Bivaröds flygfält
Miljö- och byggnadsnämnden i Östra Göinge kommun gav 2004 tillstånd till anläggandet av en motor- och teknikbana. Under namnet Bivaröds flygfält har den använts bland annat för drifting.

### Skrift
Den här Wikipediaartikeln bygger till stor del på uppgifter från en artikel i Göinge Hembygdsförenings årsbok 2008: "Knislinge flygplats 1962-2003" av Sverker Erlansson.